# Sycozoa cavernosa
Sycozoa cavernosa är en sjöpungsart som beskrevs av Kott 1990. Sycozoa cavernosa ingår i släktet Sycozoa och familjen Holozoidae. Inga underarter finns listade i Catalogue of Life.